# Tenuipalpus falcatus
Tenuipalpus falcatus är en spindeldjursart som beskrevs av Meyer 1979. Tenuipalpus falcatus ingår i släktet Tenuipalpus och familjen Tenuipalpidae. Inga underarter finns listade i Catalogue of Life.